# Сатурния закавказская
Сатурния закавказская (Saturnia cephalariae) — вид бабочек из семейства павлиноглазки.

## Описание
Основной цвет верхней стороны крыльев серовато-коричневый. Вдоль внешнего края крыльев проходит относительно широкая кайма светло-коричневого цвета с волнистым внутренним краем. На каждом крыле имеется по одному голубовато-серому с жёлтым, пятну-глазку серповидной формы, окаймленному чёрным кольцом.
Усики самцов перистые, самок — гребенчатые. Брюшко серое, волосистое, со светлыми кольцами по каждому сегменту. Половой диморфизм выражен слабо: самки крупнее самцов, усики самцов — гребенчатые.

## Ареал
Эндемик Закавказья. Крайне редко вид встречается в высокогорьях Зангезурского и Даралагезского хребтов.

## Биология
Развивается в одном поколении. Лет бабочек отмечается в мае — начале июня. Самки активны только в тёмное время суток. Самцы активны и днём. Встречается редко, преимущественное единичными особями.
Гусеница питается листьями высокогорных цефалярий.